# Науково-технічний прогрес

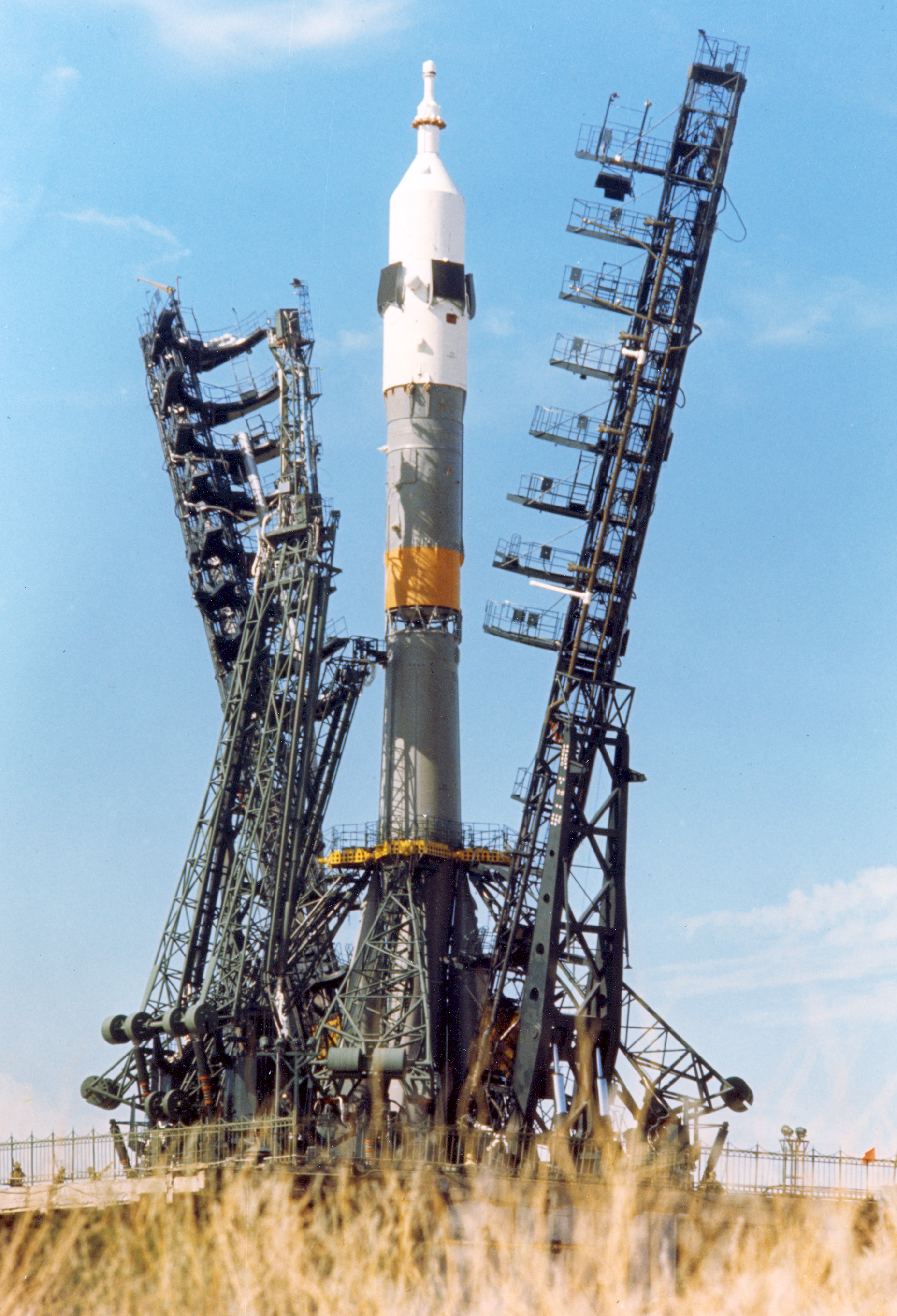
Сучасна ракета на космодромі Байконур

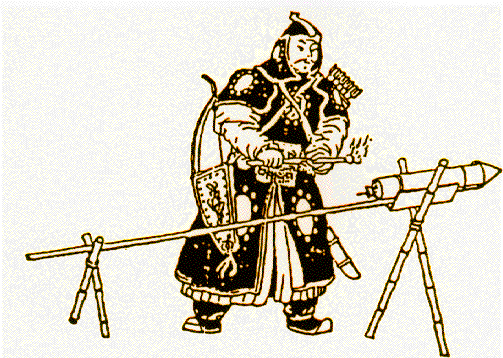
Китайська ракета у старовину

Науко́во-техні́чний прогре́с — це поступовий рух науки і техніки, еволюційний розвиток усіх елементів продуктивних сил суспільного виробництва на основі широкого пізнання та освоєння зовнішніх сил природи; це об'єктивна, постійна закономірність розвитку матеріального виробництва, результатом якої є послідовне вдосконалення техніки, технології та організації виробництва, підвищення його ефективності.
Разом з тим, відомо, що 60 % - 70 % від усіх наукових розробок у виробництво взагалі ніколи не впроваджується. Тобто науково-дослідний процес охоплює значно більший обсяг знань ніж та його частина, яка є виходом науково-технічного прогресу в практику.

## Науково-технічний прогрес та його роль у розвитку виробництва
Науково-технічний прогрес є основоположним фактором, який забезпечує економічний розвиток суспільства. Творення нових технічних засобів поряд із підвищенням до них вимог, з одного боку, та новими методами вирішення технічних завдань, з іншого боку, викликають необхідність перегляду методів вивчення та створення технічних систем. Систематизація  загальних законів розвитку техніки та розвиток сучасних методів розв'язання технічних задач при створенні об’єктів нової техніки дозволяє прискорити терміни впровадження нових технічних рішень у виробництво, зробити процес творення нової техніки більш ефективним та підвищити кваліфікацію майбутнього фахівця з інженерної механіки як новатора, творця та винахідника.
Поступовий розвиток суспільного виробництва, його постійне вдосконалення є фундаментальними закономірностями економічного життя людства. Він ґрунтується на прогресі науки та техніки. Такий процес нерідко називають економічним прогресом. Проте це не зовсім коректна точка зору.
Економічний прогрес — це складне і багатопланове явище, оцінка якого припускає використання різноманітних критеріїв і системи показників, за допомогою яких можна оцінити стан розвитку продуктивних сил і виробничих відносин, а у загальному підсумку — суспільного способу виробництва у цілому.
Одним із таких критеріїв економічного прогресу виступає рівень розвитку науки та техніки. Він є концентрованим виразом лише організаційно-економічних відносин, які притаманні всім епохам розвитку людського суспільства.

## Стадії, що передували НТП
Науково-технічний прогрес за тисячоліття людської цивілізації пройшов складний і суперечливий шлях розвитку. Це було викликано тим, що саме технічний прогрес, який здійснювався на перших етапах розвитку суспільства, здійснювався відокремлено від наукового прогресу аж до кінця XVIII - початку XIX ст. І лише в період промислової революції почалося швидке зближення наукового і технічного прогресу і виник цілісний науково-технічний прогрес (НТПР) . З цього часу почався процес перетворення науки на безпосередньо продуктивну силу, який тривав близько півтора століття і завершився в середині 50-х років XX ст. розгортанням науково-технічної революції.

## Види
Отже, науково-технічний прогрес здійснюється у двох формах: еволюційній та революційній.
Еволюційна форма НТП відбувається, коли техніка і технологія, що застосовується у виробництві, удосконалюється на основі вже відомих наукових знань. Прикладом цієї форми НТП є розвиток та вдосконалення енергії пари, електроенергії або атома тощо
Революційна форма НТП означає перехід до техніки та технології, що побудовані на принципово нових наукових ідеях. Прикладом цієї форми є перехід від ручних знарядь праці до машинних, заміна енергії пари на електричну або атомну, застосування лазерної та інших сучасних технологій тощо.
Винахід та запровадження у виробництво принципово нових науково-технічних розробок призводять до суттєвих змін у трудовому процесі, передбачають розширення продуктивних можливостей людства. Тому в цьому випадку йдеться про науково-технічну революцію.

Науково-технічна революція є якісним стрибком у розвитку продуктивних сил суспільства на основі докорінних зрушень у наукових знаннях. Такі перевороти в науці, техніці та виробництві відбуваються регулярно. Останній з них розпочався в середині 50-х років XX ст., коли було створено перший комп'ютер, коли людина почала використовувати енергію атомного ядра та займатися генною інженерією.
НТР розвинула всі елементи продуктивних сил. Наприклад зміни у предметах праці знаходять своє вираження у використанні нових синтетичних матеріалів зі спеціальними властивостями (пластмаси, напівпровідники, штучні алмази тощо). Перетворення у засобах праці пов'язані з появою автоматизованої та комп'ютерної техніки, яка суттєво розширює виробничі можливості промислово-виробничого персоналу, значно збільшує продуктивність їхньої праці, підвищує рентабельність виробництва.

## Соціальні наслідки НТП
Див. також Суспільні ризики науково-технічного прогресу
НТР зумовлює також зміни в характері праці, змінюються форми взаємозв'язків учасників виробництва, удосконалюються процеси обміну результатами праці. Науково-технічна революція відкрила нові способи й методи управління високопродуктивними багатогалузевими технологічними системами (телекомунікаційні мережі, швидкодійні системи контролю та оброблення інформації тощо).
Усі ці та інші процеси потребують істотних змін в умовах життя і праці людини, освоєння найскладніших професій, що можливо лише для людей із достатнім освітнім, професійним (економічним) і культурним рівнем.
Усебічний технічний прогрес, масове застосування машин, небувале зростання видобутку й металургійного перероблення корисних копалин привели до змін усієї економічної та суспільної структури. Уперше найбільший внесок у матеріальний добробут робить не сільське господарство (як було протягом тисячоліть), а перероблення мінеральної сировини, різноманітна фабрична продукція. „Залізо й вугілля – ось полюси, навколо яких обертається усе життя нового часу” – справедливо зазначав Отто фон Бісмарк. Доступні ресурси земних надр слугували своєрідним регулятором темпів матеріального виробництва й товарно-грошових відносин. Вони значною мірою зумовлювали парадигми суспільного розвитку. Промислова революція супроводжувалась поділом і стрімким підвищенням продуктивності праці, швидкою урбанізацією, зміною способів пересування й зв’язку, і, щонайважливіше, помітним зростанням споживчого рівня населення, а також збільшенням середньої тривалості життя. Деякі оптимісти індустріального поступу навіть проєктували ідеальні промислові міста, які незабаром повинні були стати щасливим пристановищем робочого люду.

## Фактори матеріального виробництва
Факторами матеріального виробництва є продуктивні сили, які забезпечують перетворення речовин природи відповідно до потреб людей, створюють матеріальні та духовні блага і визначають зростання продуктивності суспільної праці